# 空帝戦騎〜黄昏に沈む楔〜
『空帝戦騎〜黄昏に沈む楔〜』（くうていせんき たそがれにしずむくさび）は2004年にエウシュリーから発売された18禁RPG。

## 概要
エウシュリーの「2ヵ年計画」の一環として製作された本作は、カードゲームおよびボードゲームとしての性質も兼ね揃えたシミュレーションRPGである。
2010年7月9日からはダウンロード版の発売も開始された。

## あらすじ
広大な空に浮島が浮かぶ世界。人々は、空飛ぶ船を移動手段とし、限られた資源を分け合って日々の糧としていた。だが、このつましい生活をよしとしない者は空賊として、空を駆け回っては略奪をしていた。

### 忘却の吸血鬼編
ある日、ガウェンは目を覚ますと記憶を失っていたうえ、吸血鬼になっていたことに気付いた。ある女性の面影を心に止めていた彼は、幽霊船・ギルティニア号を駆り、失われた記憶を取り戻すため、旅に出た。

### 疾風の空賊王女編
ロスタロット王国王女・パティは、幼いころ国を追われ、グラン空艇団の頭領ロバート・グランに引き取られて以来、空賊として育てられた。その経歴もあってか、パティは王位継承権に興味がなく、空賊としての生活を続けるべく、父の再婚相手探しに奔走するのであった。

### 悪逆の台風一家編
空賊一家の末っ子トマス・ベンベスターは、冒険者を夢見るが、気弱な性格が災いし、悪辣な兄たちやお宝至上主義の母親にこき使われていた。それでも、トマスは冒険者への夢をあきらめなかった。

### 孤高の狂科学者編
マシスト・バクラーはかつて、最高の船を作るという理想の下に集まった技術屋集団の一人だったが、運航試験中の事故により、最後の生き残りとなってしまう。完成した船の実力を試し、亡き妻との約束を果たすべく、彼は二人の助手とともに旅だった。

## 登場人物

### 主人公と搭乗員たち
ガウェン
『忘却の吸血鬼編』主人公。記憶喪失の状態で目をさまし、吸血鬼になっていたことに気付く。
無口だが、胸に熱い思いを秘めた熱血漢。
ギルティニア号
ガウェンの駆る幽霊船。クルーの大半はアンデッド系を占める。
シェイド
ガウェンの右腕である包帯だらけの男で、皮肉をよく言う。ガウェンが眠りについていた間は、彼の代理としてギルティニア号の管理を任されていた。
アナスタシア（ナス）
声：大波こなみ
ギルティニア号の精霊で、コウモリのような羽を生やした紫色の獣のような姿をしている。
愛称ナス。のちにエウシュリーのマスコットキャラクターの一人に昇格した。
パティ・グラン
声：岩泉まい
『疾風の空賊王女編』主人公。グラン空艇団の頭領ロバート・グランの養女。人をおちょくることが好き。
ラヴニール号
パティの駆る空艇船。機動力の高さを誇る半面、火力には問題があり、対地戦には不向き。
ロバート・グラン
パティの養父。もともとは荒くれ者だったが、パティを養女にして以来、性格が丸くなった。
ゴン
元・ロスタロット王国の騎士を自称する老人。幼いパティとともに逃げてきたところをロバートに拾われ、グラン空艇団の一員となる。
トマス・ベンベスター
『悪逆の台風一家編』主人公。気弱な性格で、その性格が兄たちをいらだたせていることも理解できていない。
パージファイアス号
ベンベスター家が駆る空艇船。ゲーム初期の段階から5人そろっている。
アーレス・ベンベスター
トマスの長兄。美男子だが、性格は最悪。戦闘時における回避能力は、彼の潔癖症という一面を示している。
カトゥルス・ベンベスター
トマスの次兄。戦闘時における連続攻撃は、彼のサディスティックな性格を示している。
ジデス・ベンベスター
トマスの三番目の兄。頭の悪い力持ち。
ジーナ・ベンベスター
声：奥田香織
ベンベスター兄弟の母親。息子の命よりもお宝が大事。戦闘時における命中率の向上は、彼女が息子たちを指揮した結果である。
マシスト・バクラー
『孤高の狂科学者編』主人公。最高の船を作るという理想の下に集まった技術屋集団の最後の生き残り。元々は真面目な人物だったが運航試験中の事故に起因するトラウマにより言動がおかしくなった。
技術者としては最高だが、生活能力は皆無。
インディヴュール号
マシストの駆る空艇船。翼を広げた鳥のような姿をしている。
マキ
運航試験中の事故で死んだマシストの親友の娘。マシストが世話をするために引き取ったはずだが、逆に彼の世話をしている。無口だが、マシストの粗相には鉄拳も辞さない。相手の動きを封じる能力は、彼女が相手を睨みつけた結果によるものである。
メイ
声：神崎ちひろ
マキの双子の妹で、姉共々マシストの世話人を務めている。

### サブキャラクター
リンダ・フェンディ
ギャンブル好きの女空賊。飛行船のような形態をしたグレイプルージュ号を駆る。
ラルフ・ストライヒ
ロスタロット帝国軍の騎士にして、自由貿易島エタニティの警備隊長を務める老人。軍艦・ジバンシィ号を駆って空族たちを追い回している。
ミレーニ・ハインズ
大富豪ハインズ家の令嬢で、愛機・グラフィティ号はもともと彼女の父のものだった。自らを正義と信じ、悪党を殲滅すべく愛機を駆る。
ルル・ティファニー
闘技島ブロッサムで受付を務める美女。
ミサリ・ルテシュミー
バザーにいる踊り子。自らの踊りを世界に知ってもらうべく、主人公に協力を求める。
ゴルギア・エセン
空賊たちから裏切り者として追われる賞金首。
ファウラ・サーダン
声：青山ゆかり
ある島に眠る美女。予知能力を持つ。
シェリア・エット
声：逢川奈々
自由貿易島エタニティの住民。空賊の登場によりパニックに陥っている。
幡宮雪江
声：大波こなみ
火山列島の温泉宿の女将。火山噴火により島自体が壊滅の危機にある中、主人公たちに危機を救ってもらうべく、「友人から譲り受けた古い地図」と「自らの身体」を報酬に調査を依頼する。
リティーヌ・ロストレーム
声：はるかめぐみ
ロスタロット王国第二皇女で、レフィーユの妹。
レフィーユ・ロストレーム
声：真木碧
ロスタロット王国第一皇女。勇敢な美女。
バジー
声：三島由紀
空賊たちの間で死神として恐れられている存在。白と黒の羽を持つ。
フェイラン
声：宇佐美桃香
空賊らを収監する監獄島の看守を務める貴族の娘。島の性質故世間知らずになってしまった。
セイレン＆ロンズ
声：紫苑みやび（セイレン）
フェイランの部下。
ステラ
声：春日アン
ロスタロット帝国城下町の住民。
タルム
ある未開の地の女王。
アヤメ
声：宇佐美桃香
ある島の住民。
エウシュリーちゃん
声：ダイナマイト亜美
ショップマスすべての島にいる売り子。ストーリー展開によっては囚われの身にされることもある。
ブラックエウシュリーちゃん
声：青山ゆかり
空白マスを占拠するときに現れる闇の住人。